# Ongko
Ongko is een bestuurslaag in het regentschap Sumbawa van de provincie West-Nusa Tenggara, Indonesië. Ongko telt 2179 inwoners (volkstelling 2010).